# アーロン・クオック
アーロン・クオック（郭 富城、英語: Aaron Kwok、1965年10月26日 - ）は、香港の男性歌手、俳優。血液型Ａ型。身長172cm。

## 人物・経歴
- 家族構成は父（歿）、母、兄（歿）、姉二人。
- 香港TVBのダンサーとしてデビューし、その後、台湾の光陽工業のバイクCM(光陽機車)で大ブレイク、立て続けに広東語のアルバムを発売し、香港でも有名になった。
- 『風雲 ストームライダーズ』では、千葉真一と共演。『SPY N』では、藤原紀香と共演し、熱愛報道にまで発展した。
- 中華圏では「舞王（ダンスの王様）」と呼ばれている。なお、日本語で表記する際、アーロン・コク、アーロン・コック、アーロン・クウォックなどと表記されることもある。
- パラパラがすでに日本で下火になった時期に、香港でパラパラブームが起こり、『ParaPara櫻之花（英語版）（日本未公開）』という映画がつくられ、張柏芝（セシリア・チャン）とともに出演している。なお、クオック自身が歌った同映画エンディング曲である『Para Para Sakura』は、Koshinをメインボーカルに迎えた上でユーロバカ一代によってリメイク・カバー版が発表されており、2019年にリリースされた『SUPER EUROBEAT』の「THE BEST OF SUPER EUROBEAT 2019」にもKoshinによるカバー版が収録されている。
- ダンスだけでなく歌手としての活躍も目覚しく、劉徳華（アンディ・ラウ）、黎明（レオン・ライ）、張学友（ジャッキー・チュン）とともに「四大天王」と呼ばれ、一時代を築いた。
- 『ディバージェンス 運命の交差点』と『父子』で、第42回と第43回の金馬奨最優秀主演男優賞を2年連続で受賞した。
- 台湾のマルチタレント・SHOW（羅志祥/ショウ・ルオ）は、「四大天王」所属時、アーロン・クオックの物まねをしたことがきっかけで芸能界デビューをする。
- 1991年に発売された日本のロックバンド爆風スランプの「東京ラテン系セニョリータ」を「火熱動感LaLaLa」というタイトルでカバーしている。

## 趣味
モータースポーツ参戦を趣味としており、2011年にはフェラーリ・チャレンジ・アジアパシフィック選手権にも参戦し、大韓民国の俳優で歌手のリュ・シウォンなどとともに東日本大震災からの復興の願いを込めて、「がんばれ日本」のステッカーを車に張って走って数回上位入賞を果たしている。

## 主な出演作品
タイトルは日本語題・原題の順

### 映画
- 城市特警 城市特警（1988年）【香】
- ケネディ・タウン・ストーリー 嵐の季節 西環的故事（1990年）【香】
- リー・ロック伝 大いなる野望PART II 香港追想 五億探長雷洛傳II之父子情仇（1991年）【香】
- 神鳥伝説 九一神雕俠侶（1991年）【香】
- 笑侠楚留香 （1993年）【香】
- 風よさらば 天若有情II之天長地久（1993年）【香】
- 仙樂飄飄 （1995年）【香】
- 野獣の瞳 浪漫風暴（1995年）【香】
- 風雲 ストームライダーズ 風雲雄霸天下（1998年）【香】
- アンナ・マデリーナ 安娜馬德蓮娜（1998年）【日・香】
- 電脳警察 CYBER SPY 公元2000（2000年）【香・シンガポール】
- 始まりのメロディ（中国語版） 小親親（2000年)【香】
- SPY N 雷霆戰警（2000年）【香】
- 1:99 電影行動 1:99電影行動（2003年）【香・仏】
- 柔道龍虎房 柔道龍虎榜（2004年）【香】
- ヒート・ガイズ 傷だらけの男たち 重案黐孖GUN（2004年）【香】
- ディバージェンス 運命の交差点 三岔口（2005年）【香】
- 父子（中国語版） 父子 （2006年）【香】
- 影なきリベンジャー 極限探偵C+ C+偵探（2007年）【香】
- 殺人犯 殺人犯（2009年）【香】
- 風雲 ストームウォリアーズ 風雲II（2009年）【香】
- 冷血のレクイエム 極限探偵B＋ B+偵探（2011年）【香】
- ハッピーイヤーズ・イブ 全球熱戀（2011年）【中・香】
- 最愛 最愛（2011年）【中】
- 浮城 浮城（2012年）【中・香】
- コールド・ウォー 香港警察 二つの正義 寒戰（2012年）【香】
- コンスピレーター 謀略 極限探偵A+ 同謀（2013年）【香】
- モンキー・マジック 孫悟空誕生 西遊記之大鬧天宮（2014年）【香・中】
- 道士下山 道士下山（2015年）【中】
- 九龍猟奇殺人事件 踏血尋梅（2015年）【香】
- 西遊記 孫悟空vs白骨夫人 西遊記之孫悟空三打白骨精（2016年）【香・中】
- コールド・ウォー 香港警察 堕ちた正義 寒戰II（2016年）【香】
- ピースブレーカー 破・局（2017年）【中】
- 西遊記 女人国の戦い 西遊記·女兒國（2018年）【香・中】
- プロジェクト・グーテンベルク 贋札王 無雙（2018年）【香・中】
- ファストフード店の住人たち（中国語版） 麥路人（2020年)【香】
- 風再起時（中国語版） 風再起時（2023年)【香】
- 斷網（2023年)【香・中】
- 臨時強盗（中国語版） 臨時劫案（2023年)【香】
- ホワイト・ストーム 世界の涯て 掃毒3人在天涯 （2023年)【香・中】
- トワイライト・ウォリアーズ 決戦! 九龍城砦 九龍城寨之圍城（2024年）【香】

## 音楽
- 對你愛不完 （1990年） - 田原俊彦のアルバム「DOUBLE“T”」収録『シルエットには踊れない』のカバー
- 我是不是該安静的走開 （1991年）
- 到底有誰能够告訴我 （1991年）
- デザイア （1994年）
- 風よさらば （1995年）

## CM
- 光陽工業 バイク（誤解編） （1990年) 台湾
- 光陽工業 バイク（水かぶり編） （1990年） 台湾 & 香港
- 愛之味浪情巧克力／Rocking Chocolate Drink （1991年） 台湾
- 謝瑞麟珠寶／Tse Shui Lun Jewellery （1992年） 香港
- 小虎珈琲／Little Tiger Coffee （1992年） 台湾
- Lawman Jean （1993年） 香港
- 古道清爽茶 （1994年 - 1995年） 台湾
- 任天堂 ゲームボーイ （1996年） 中国
- 百事可楽（ペプシコーラ）（1997年 - 2004年） 中国 & 香港
- 富士フイルム FinePix6800Zoom編／2600 Zoom編 （2001年、藤原紀香と競演） 中国